# レフト・ビハインド (2014年の映画)
『レフト・ビハインド』（原題: Left Behind）は、2014年にアメリカ合衆国で製作されたスリラー映画である。監督・編集をヴィク・アームストロングが、主演をニコラス・ケイジが務めた。また、原作はティム・ラヘイ、ジェリー・ジェンキンズの小説『レフトビハインド』（1995年出版）である。聖書における携挙を描いた作品。
表題は英語で「後に残される、取り残される、置いていかれる、おいてきぼりにされる」といった意味。

## あらすじ
アーカンソー中央大学の学生、クローイ・スティールは父親でパイロットのレイフォードの誕生日パーティーに顔を出すべく、飛行機で実家に向かっていた。ところが、クローイの母親であるアイリーンからの電話で、レイフォードがパーティーに出席できないことを知らされた。空港でレイフォードを待っている間に、クローイは有名ジャーナリストのキャメロン・ウィリアムズ（バック）に会った。
レイフォードは飛行機に向かう途中にクローイと会い、仕事のためにパーティに参加できないことを謝罪した。また、クローイに自分とアイリーンの仲は大丈夫だと伝えた。アイリーンはキリスト教の熱心な信者になってしまい、そのことがクローイの悩みの種となっていたのだった。クローイは両親が仲違いをしているのではないかと疑っていた。なぜなら、クローイはレイフォードがキャビンアテンダントのハティーといちゃついているところを見てしまったからである。空港の職員がレイフォードが注文したという入手困難なU2のコンサートチケット2枚をクローイに手渡したとき、疑いは確信に変わった。クローイはレイフォードがロンドンへ行くのは、不倫のためだろうと思った。
クローイは母親のキリスト教についての説教に耳を貸すことなく、弟をショッピングモールへと連れて行った。ところが、弟は着ていた服を残してショッピングモールから消え失せてしまった。クローイは弟の消失に驚いたが、モール全体で人間の消失が起こったことに気が付いた。やがて、買い物客は店の品物を略奪し始めて、騒乱と化した。運転手が消滅した自動車がショッピングモールのガラスを突き破ったり、パイロットが消滅した小型飛行機がモールの駐車場に墜落したりするなど、混乱は広がる一方であった。クローイはテレビを通して消失現象が世界各地で起きたことを知った。
レイフォードが操縦する飛行機でも、同様の消失現象が起きていた。副機長のクリス・スミス、キャビンアテンダントのキミー、そして搭乗していた子供たち全員が、着ていた衣服を残したまま姿を消した。消失しなかった乗客たちはパニックになって、なぜこんな現象が起きたのかと騒ぎ立てた。レイフォードは自分が知る情報はすべて乗客に伝えると何回も言った。レイフォードは地上と無線や携帯電話で連絡を取ろうとしたが、つながらなかった。やっとの思いで連絡がついたときには、世界中で消失現象が起き、そのためにパニックが起きていることを知らされた。その後すぐに、パイロットが消失したジェット機がレイフォードの飛行機の飛行経路に近づいてきた。レイフォードはかろうじて上空での正面衝突を避けたが、エンジンにダメージを受け、燃料の流失が始まった。そのため、レイフォードは燃料が持つことを祈りつつ、ニューヨークへ引き返す決断を下す。
地上では、クローイが父親の救難要請を携帯電話で聞き、飛行機が墜落してしまったと思った。その後、クローイは消失した母親がシャワーに残した宝石を見つけた。クローイは親交のあるブルース・バーンズ牧師に会うために、ニュー・ホープ教会へと向かった。バーンズ牧師は神が自らを信じる者を天国へ連れていき、残された者たちは終末の日を迎えることになると主張する人物であった。バーンズ牧師は消失することなく教会にいた。バーンズ牧師は「自分が説教する内容を本気で信じていなかったために、自分は取り残されてしまった。」とクローイに言った。その頃、副機長と客室乗務員が残した所持品を調べていたレイフォードもバーンズ牧師と同じ結論に至った。レイフォードはハティーに妻アイリーンが熱心なキリスト教の信者になってしまったことを打ち明ける。その話を聞いたハティーは、レイフォードが結婚している事実すら知らなかったために激怒した。しかし、やがて落ち着きを取り戻したハティーは、無事着陸できるまで乗客をなだめて落ち着かせようと努力し始めた。
クローイは橋の一番高い部分に上って、自殺しようとした。ちょうどそのとき、レイフォードと共にコックピットにいたバックからの電話を受ける。レイフォードはクローイに「ニューヨーク地域の空港はすべて閉鎖されていて、道路も車や人でいっぱいだ。燃料が減少しているのに着陸する場所がないんだ。」と言った。クローイは所有者のいなくなったフォードのトラックを使って、橋を滑走路にするべく資材を撤去した。クローイはコンパスのアプリを使ってレイフォードに着陸用のスペースを整えたことを知らせた。レイフォードは着陸時の衝撃の緩和のためにグライダーを使用した。バックはこの世の終わりのようだと漏らすが、クローイは「まだ始まったばかりよ。」と応答した。

## キャスト
※括弧内は日本語吹替
- レイフォード・“レイ”・スティール - ニコラス・ケイジ（小山力也）
- キャメロン・“バック”・ウィリアムズ - チャド・マイケル・マーレイ（小林親弘）
- クローイ・スティール - キャシー・トムソン（竹内夕己美）
- ハティー・ダーハム - ニッキー・ウィーラン（小林沙苗）
- シャスタ・カーヴェル - ジョーダン・スパークス（品田美穂）
- アイリーン・スティール - リー・トンプソン（佐々木優子）
- メルヴィン・ウェア - マーティン・クレバ（宮崎敦吉）
- ブルース・バーンズ牧師 - ランス・E・ニコルズ（北村謙次）
- クリス・スミス - ウィリアム・ラグズデール（橘潤二）
- ジム - ジャド・ローマンド（大隈健太）
- サイモン - クィントン・アーロン
- キミー - ステファニー・オノレ（三木美）
- デニス - ゲイリー・グラッブス（荒井勇樹）
- ベニス・バクスター - ジョージナ・ローリングス（土井真理）
- ロリ - ロロ・ジョーンズ
- エドウィン - ハン・ソト（青木崇）
- レイフォード・“レイミー”・スティール・Jr - メジャー・ドッドソン（近藤唯）
- ハシド - アレック・レイム（早川毅）
- ケイティ - カムリン・ジョンソン（的場加恵）
- 老婦人 - ローラ・スウィニー（宮沢きよこ）

※原作に出てきたニコライ・カルパチアは映画には出てこない。

## 製作
2008年8月7日、クラウドテン・ピクチャーズは、『レフトビハインド』のオリジナル3部作を共同で製作したネイムセイク・エンターテインメントと共に、原作者のティム・ラヘイから映画化権に関する2件の訴訟を起こされ、調停に入ったと発表した。2010年10月1日、クラウドテン・ピクチャーズは『レフトビハインド』の映画化権を再度獲得した。そして、『レフトビハインド』を全シリーズよりも多くの予算を投じてリブートし、シリーズ化すると発表した。
2011年10月31日、『Left Behind: World at War』の製作にも携わったポール・ラロンドとジョン・パトゥスがリブート版の脚本を執筆すると報道された。2012年10月19日、スタント・アーティストのヴィク・アームストロングが本作のメガホンをとることに決まった。
2013年8月9日、ルイジアナ州バトンルージュで主要撮影が始まった。

## 興行収入
本作は北米1825館で公開され、公開初週末に$6,300,147を稼ぎ出し、週末興行収入ランキング初登場6位となった。

## ホームメディア
アメリカで、本作のDVDとBlu-ray Discは2015年1月6日に発売された。

## 評価

### 批評家からの評価
本作は批評家から酷評されている。映画批評集積サイトのRotten Tomatoesには61件のレビューがあり、批評家支持率は2%、平均点は10点満点で2.1点となっている。サイト側による批評家の意見の要約は「イナゴの襲来を思わせる。『レフト・ビハインド』はニコラス・ケイジの過去の栄光にさらに深い傷をつけてしまった。」となっている。また、Metacriticには25件のレビューがあり、加重平均値は12/100となっている。
「エンターテインメント・ウィークリー」のリンゼイ・バハールは「控えめに言っても、『レフト・ビハインド』は実に程度の低い演技による粗末でセンセーショナルなプロパガンダだ。娯楽作品とは思えない。最悪な表現を使えば、馬鹿の極みだ。キリスト教徒であろうとなかろうと、観客はこの映画よりもいい映画を見たほうがいい。また、こんなくだらない映画の中で起こる啓示に高尚な意味があるとは想像しがたい。」と評している。リチャード・ローパーは本作にD－の評価を下し、「脚本は目も当てられないほどひどい。演出は様になっていない。特殊効果は特殊と言えるものではない。演技はバスケットボールのコートの板のように動きがない。『レフト・ビハインド』の全てが不自然で表層なものに思える。心から『おお、神よ』と言いたい。」と述べている。「トロント・スター」のリンダ・バーナードは本作に4つ星評価で1つ星半を与え、「『スネーク・フライト』や『シャークネード』と同じような映画かなと観客に期待させておきながら、1970年代の飛行機映画のような展開が繰り広げられている。」と批判している。

### キリスト教系の批評家からの評価
本作に対してはキリスト教系の批評家からすら批判の声が上がっている。ポール・チャンバースは「並みの知性、あるいはそれ以上の知性を持つキリスト教徒は何百万人といる。自分もそのうちの一人だと考えたい。『レフト・ビハインド』の製作者にこんなに馬鹿らしい作品、2014年の最悪の映画の一本（もしかすると、映画史上に残る駄作）を作らせてしまったものはいったい何だったのだろうか。」と述べている。
「クリスチャニティ・トゥディ」は本作を、「『レフト・ビハインド』はキリスト教的映画ではない。キリスト教的映画がどんな意味であろうともそう言える。実際、映画内のキリスト教徒のほとんどは、空港にいる女性伝道者であろうと、レイフォード・スティールの妻であろうと、しつこいほど目立っていて、狂っていて、妄想を抱いているかのようだ。少なくとも、観客をイラつかせる存在だ。我々は『レフト・ビハインド』に星をつけるつもりはないが、システムがそれを許さないのだ。」と厳しく批判している。

### 原作者の評価
批評家から酷評されている本作ではあるが、原作者からは高く評価されている。ティム・ラヘイは2000年製作の映画が気に入らず、契約違反だとして訴訟を起こした。しかし、本作を鑑賞した後、ラヘイは「今まで私が観賞した携挙に関する映画の中で最高の映画だ。」と述べた。また、ジェリー・ジェンキンズも「小説の魅力を十分に映画化できていると思う。この作品は、シリーズ全体への人々の関心を呼び覚ますだろう。」「良作以上の評価を下したい。」と述べている。

### 受賞・ノミネート
本作は第35回ゴールデンラズベリー賞で最低作品賞、最低脚本賞、最低主演男優賞（ニコラス・ケイジ）の3部門にノミネートされたが、受賞はしなかった。

## 続編
ポール・ラロンドによると、本作の続編が2本作られる予定で、チャド・マイケル・マーレイ、キャシー・トムソン、ニッキー・ウィーランの3人は出演契約にサインしている。
2015年4月7日、ラロンドはインディー・ゴーゴーを通してクラウドファンディングを立ち上げた（目標額は50万ドル）。目標に到達すれば、2015年秋に続編の製作を開始すると述べている。